# Dutoitella
Dutoitella is een geslacht van kreeftachtigen uit de klasse van de Ostracoda (mosselkreeftjes).

## Soorten
- Dutoitella crassinodosa (Guernet, 1985) †
- Dutoitella dinglei Guernet, Bignot, Colin & Randriamanantenasoa, 2001 †
- Dutoitella dutoiti Dingle, 1981 †
- Dutoitella eocenica (Benson, 1977) †
- Dutoitella lesleyae Dingle, 2003
- Dutoitella mimica Dingle, 1981 †
- Dutoitella neogenica (Benson, 1977) †
- Dutoitella praesuhmi Coles & Whatley, 1989 †
- Dutoitella spinaplana Mazzini, 2005
- Dutoitella suhmi (Brady, 1880)